# Vespa affinis

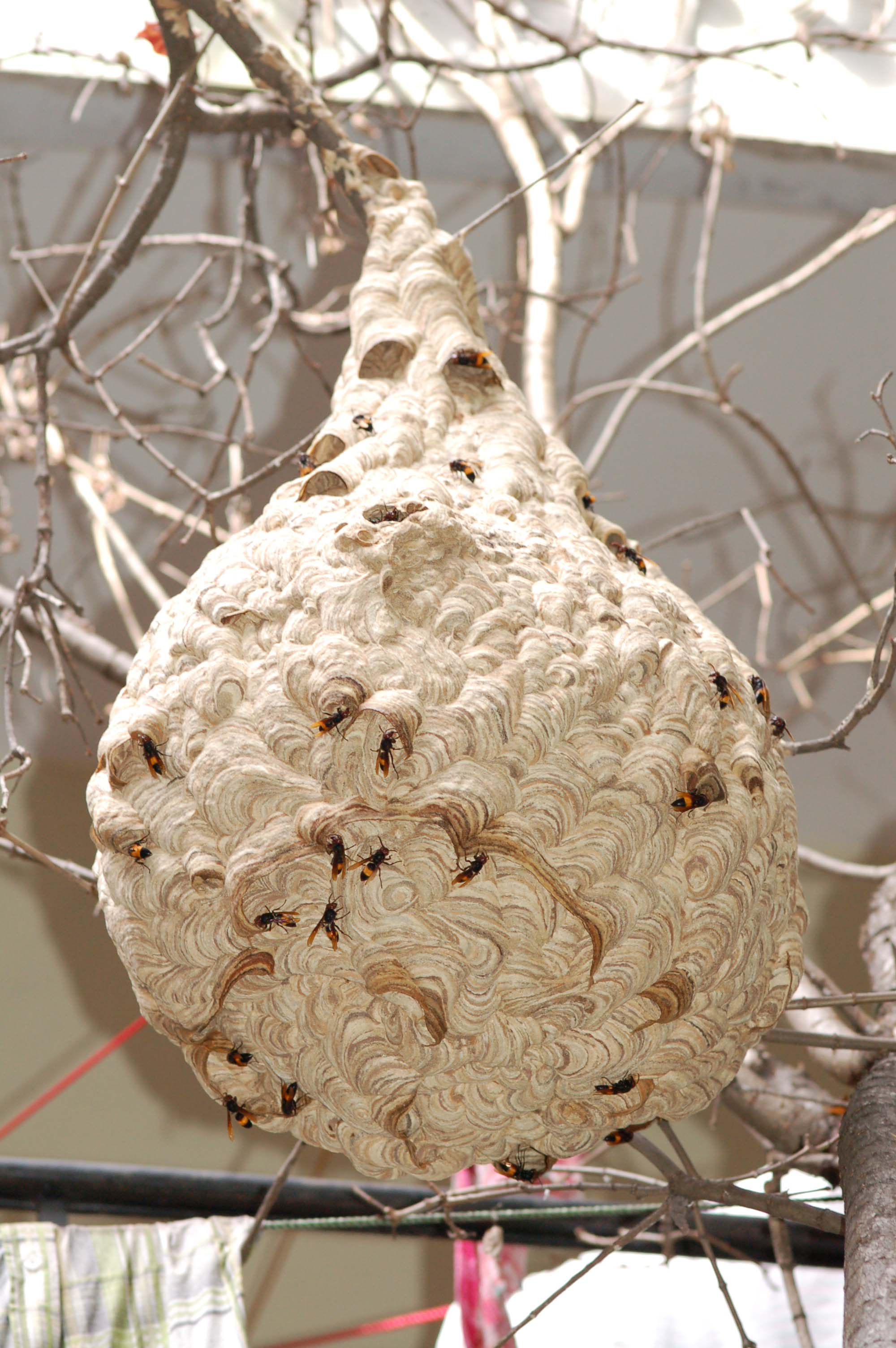
Nest von V. affinis in Bangalore

Vespa affinis ist eine gewöhnliche Hornisse im tropischen und subtropischen Asien.

## Beschreibung
Vespa affinis ist eine kleine bis mittel-große Hornissenart, die Königinnen erreichen eine Größe von bis zu 30 mm, Männchen bis zu 26 mm und Arbeiterinnen zwischen 22 und 25 mm.
Der Kopf ist rotbraun oder schwarz, behaart, mit einigen roten Markierungen auf Stirn und Scheitel, schwarze Schläfen; Facettenaugen und schwarzen Augenflecken; Fühler dunkelbraun und meist hellbraune Unterseite; schwarzer Clypeus, grob punktiert, Hinterseite des Clypeus mit breit gerundeten Lappen; Mandibeln und Zähne schwarz. Thorax schwarz mit vielen Löchern und einigen aufgerichteten Haaren, Propodeum schwarz. Beine, Flügel und Tegula dunkelbraun. Gaster mit einigen feinen Löchern, die Segmente sind dunkelbraune außer dem ersten und zweiten Segment diese sind gelblich-orange. Bei einigen Exemplaren kann das gelbliche Orange auf dem ersten Tergit auf zwei Querflecken und ein schmales apikales Band reduziert sein.
Es gibt viele Farbvarianten im gesamten Verbreitungsgebiet der Art, die ursprünglich als Unterart galten, aber nicht mehr anerkannt werden. Während es in vielen Hornissen eine Geschichte der Erkennung von Unterarten gibt, behandelt die jüngste taxonomische Überarbeitung der Gattung alle subspezifischen Namen in der Gattung Vespa als Synonyme und degradiert sie effektiv zu nicht mehr als informellen Namen für regionale Farbformen. In Hongkong und Südchina sind die Wespen hauptsächlich schwarz, wobei die ersten beiden Bauchsegmente tief Gelb sind und ein auffälliges Band bilden. Die Seiten des Kopfes und des Brustkorbs zeigen etwas rötliches Braun. In südostasiatischen Regionen wie Singapur sind sie vollständig schwarz, ohne rotbraune Markierungen. Das Bauchband ist bei diesen leuchtend orange.

## Verbreitung
Vespa affinis ist im tropischen und subtropischen Asien weit verbreitet. Sie kommt in Sri Lanka, Hongkong, Taiwan, Burma, Thailand, Laos, Vietnam, Indonesien, den Philippinen (Palawan), Singapur und Malaysia vor.

## Lebensweise
Vespa affinis ernährt sich bodennah in Grasflächen, Wäldern und Ödland. Sie hat eine vielseitige Ernährung aus Kohlenhydraten wie Baumsaft, Nektar, Früchten und Larvenspeichel und proteinhaltiger Nahrung wie Aas, Papierwespen (Polistinae) und Bienen (Apidae). Ihre Ernährung besteht hauptsächlich aus flüssigen Lebensmitteln wie Nektar aus Blumen. Sie frisst auch Bienen und sammelt Fleisch von frisch toten Insekten. In Singapur jagt sie Fliegen, die von Aas angezogen werden.
Die Nester von Vespa affinis werden hoch in Bäumen, aber auch niedrig in Sträuchern sowie auf Häusern gebaut. In hohen Bäumen gebaute Nester sind im Allgemeinen länglich. In tropischen Gebieten ist das Nest birnen- oder tropfenförmig, in subtropischen Regionen ist es oval mit einer abgerundeten Spitze. Kleine Nester sind kugelförmig mit einem Seiteneingang, während größere Nester vertikal verlängert sind und mehrere Eingänge haben können. Die Nester haben eine schuppenartige Hülle mit vielen einzelnen überlappenden kreisförmigen Papierlagen. In tropischen Regionen kann er eine Länge von über 60 cm erreichen.
Vespa affinis ist in Indonesien für ihr aggressives Verhalten und ihren starken Stich bekannt, der möglicherweise eine lebensbedrohliche Anaphylaxie verursacht. Im Jahr 2018 starben Berichten zufolge sieben Menschen an Vespa-affinis-Stichen.

## Lebenszyklus
Im subtropischen Hongkong erwachen die Königinnen im April aus dem Winterschlaf. Die Kolonie stirbt normalerweise Ende November oder Dezember. In tropischen Gebieten bleibt sie das ganze Jahr über vorhanden. In tropischen Gebieten ist Vespa affinis für die Gründung mehrerer Königinnen und Schwarmgründungen (Pleometrosen) bekannt, bei denen einige oder sehr viele Königinnen mit einem Schwarm von Arbeiterinnen aus dem alten Nest gemeinsam ein neues gründen.

## Verwendung
Die Larven und Puppen werden in Taiwan, Japan, Malaysia, Thailand und in Laos gegessen.